# Erastria perlutea
Erastria perlutea là một loài bướm đêm trong họ Geometridae.